# Quinto Volusio Saturnino
Quinto Volusio Saturnino (in latino Quintus Volusius L.f. Saturninus; fl. I secolo) è stato un politico romano.
Figlio di Lucio Volusio Saturnino e di Cornelia Lentula, di famiglia senatoria, fu consul suffectus insieme a Publio Cornelio Scipione nel 56 d.C. e, forse negli stessi anni, succedendo al padre, fu anche sodalis Augustalis e sodalis Titius. Tra il 60 e il 63 d.C. fu arvale. Morì tra il 65 e il 69 d.C.